# Moussonia elegans
Moussonia elegans är en tvåhjärtbladig växtart som beskrevs av Joseph Decaisne. Moussonia elegans ingår i släktet Moussonia och familjen Gesneriaceae. Inga underarter finns listade i Catalogue of Life.